# Professorenwijk (Baarn)
De Professorenwijk is een wijk met 1965 inwoners (2017) in Baarn. Deze wijk aan de noordkant van de Zandvoortweg is onderdeel van de grotere Noordwijk van Baarn met ongeveer 4000 inwoners.
De woonwijk wordt begrensd door de Drakenburgerweg aan de noordzijde, Prof. Krabbelaan en Zandvoortweg aan de oostzijde en verder de Rusthoeklaan, J.F. Kennedylaan en Prof. Asserlaan. De wijk is gebouwd tussen 1958-1975. Kenmerkend zijn de lange oost-west straten en korte noord-zuid straten. De noord-zuid straten, zoals de prof. Meijerslaan bieden zicht op de Noordschil.
De Zandvoortseweg vormde in de vroege middeleeuwen bij de ontginning aan de noordkant van Baarn verbindingsweg door het akkerland. Woningbouwvereniging St. Joseph bouwde in 1920 48 arbeiderswoningen aan de Zandvoortweg, de Esdoornlaan, Lindenlaan en Nachtegaallaan. In de Professorenbuurt zijn sinds de zestiger woningen gebouwd. Professoren naar wie straten zijn genoemd zijn Prof. Asserlaan, Prof. Buyslaan, Prof. Drionlaan, Prof. Krabbelaan en de Prof. Meijerslaan.
In de Noordwijk zijn winkelvoorzieningen aan de Zantvoortweg, Prof. Krabbelaan en Eemnesserweg. In de wijk staan twee basisscholen, de Caspar de Colignyschool en de Koningin Wilhelminaschool. Ook het afvalscheidingstation van de gemeente Baarn ligt in de Noordwijk. Opvallend deel van de wijk is groenvoorziening De Belt, met uitzicht op de polders van Eemnes.

## Fotogalerij

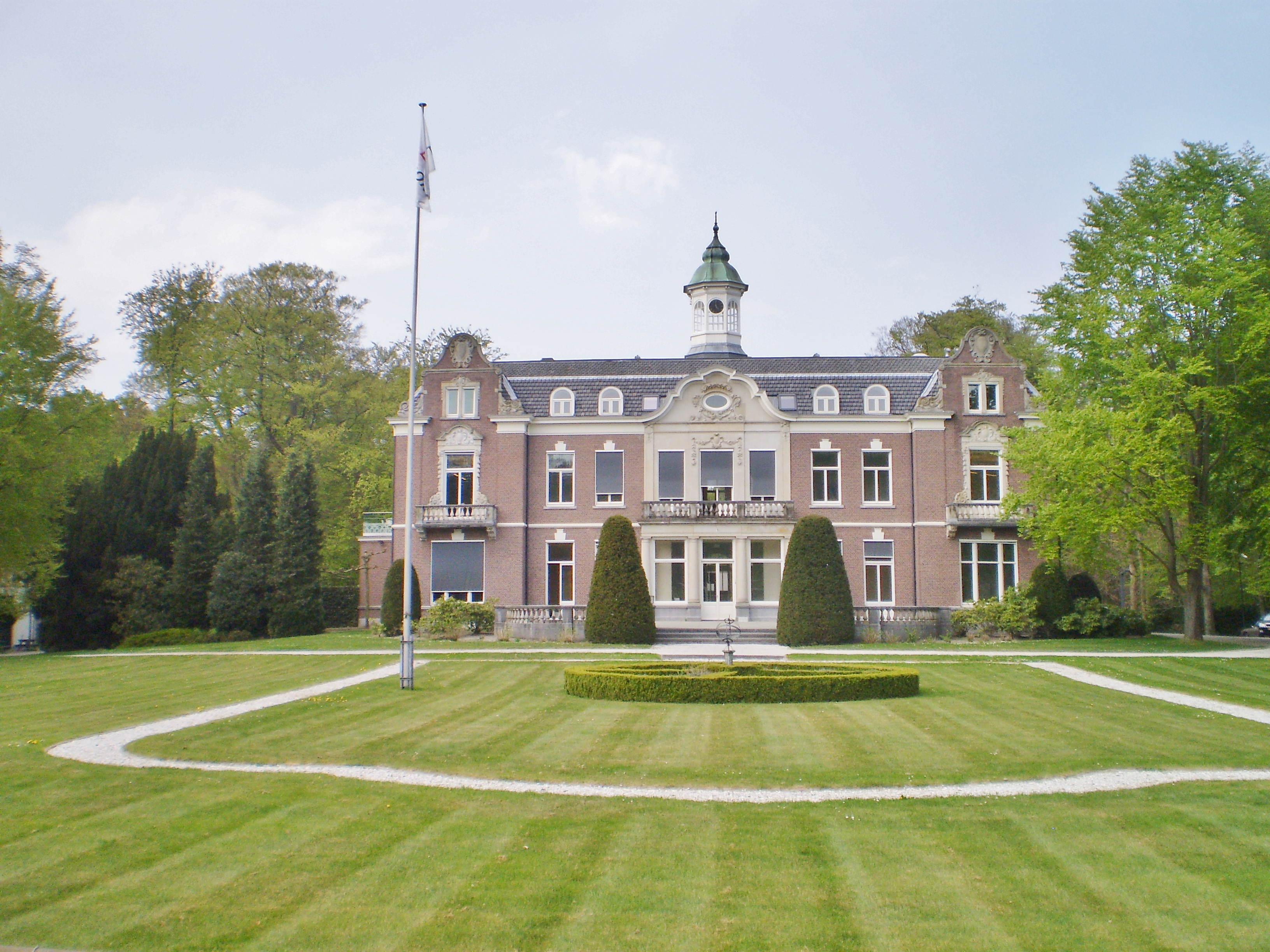
Rusthoek
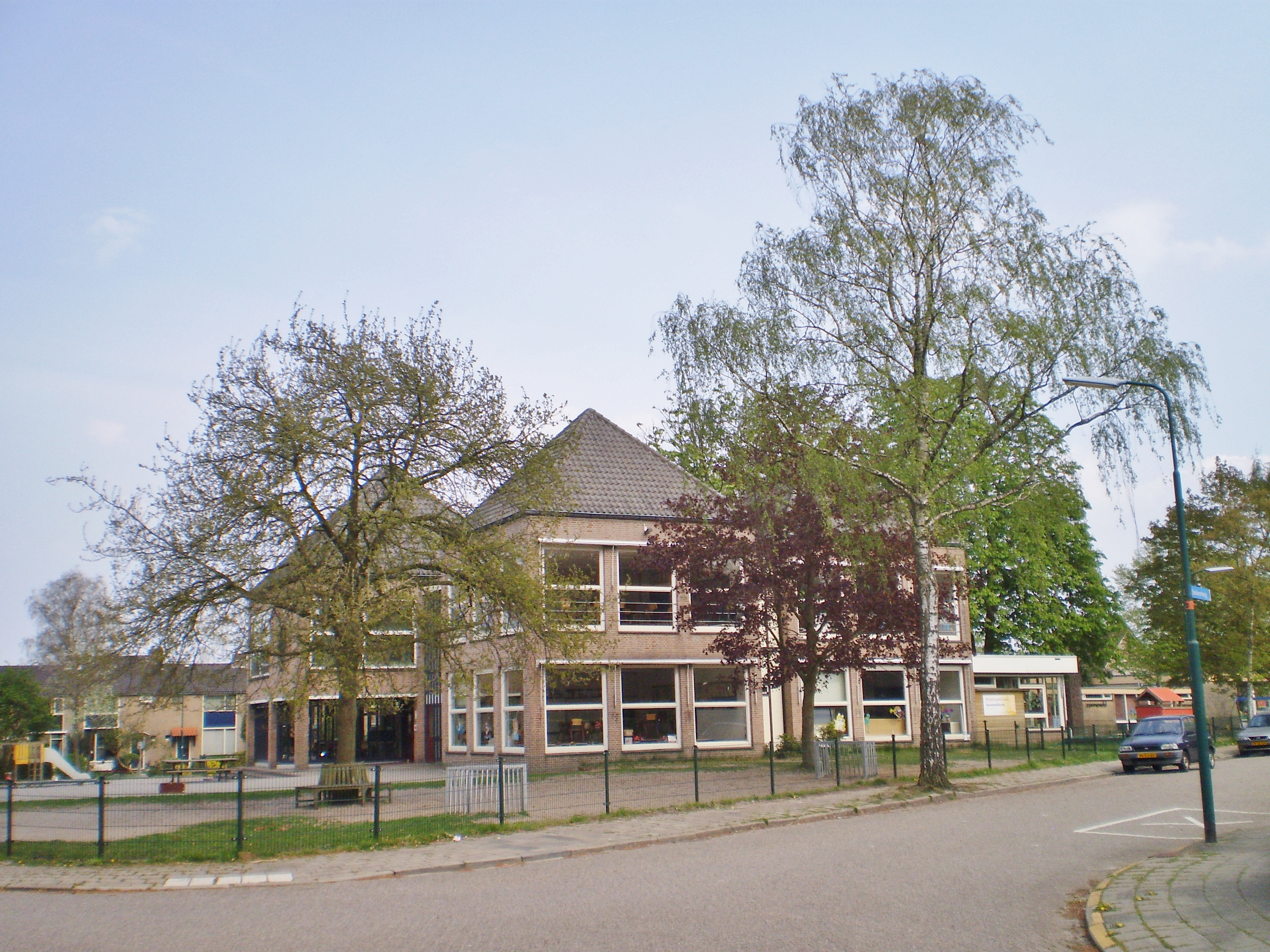
Een basisschool
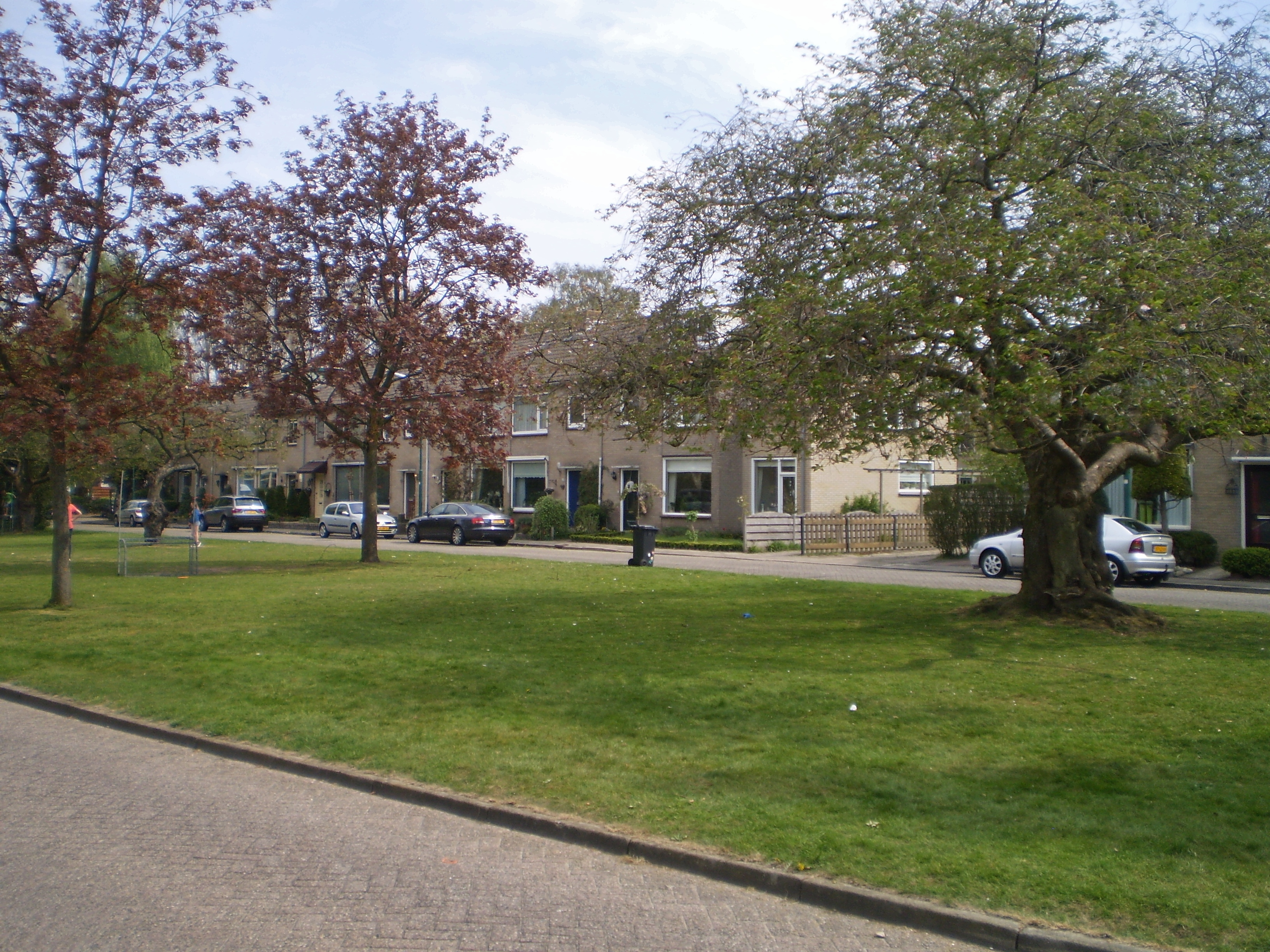
De Meijerslaan
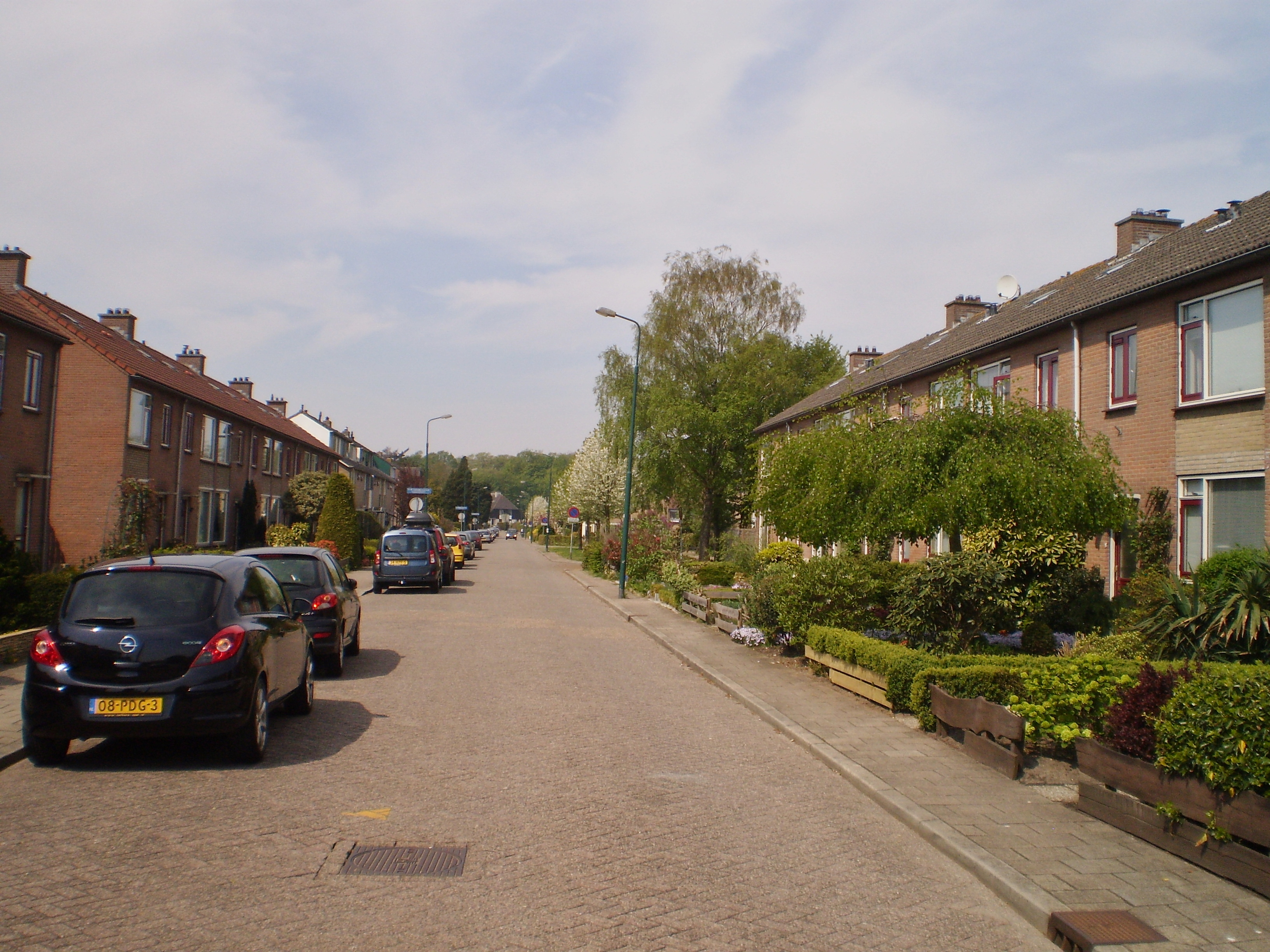
De Kennedylaan

Amaliapark ·
Centrum ·
Componistenwijk ·
Eemdal ·
Noordschil ·
Oosterhei ·
Pekingtuin ·
Prins Hendrikpark ·
Professorenwijk ·
Rode Dorp ·
Schilderswijk ·
Schoonoordpark ·
Staatsliedenwijk ·
Transvaalwijk ·
Tuindorp ·
Wilhelminapark ·
Zandvoort ·
Zeeheldenwijk